# Platyliodes montanus
Platyliodes montanus är en kvalsterart som beskrevs av K. Fujikawa 200. Platyliodes montanus ingår i släktet Platyliodes och familjen Neoliodidae. Inga underarter finns listade i Catalogue of Life.